# Nebo (Nina Badrić-dal)
A Nebo (magyarul: Mennyország) egy dal, amely Horvátországot képvisete a 2012-es Eurovíziós Dalfesztiválon. A dalt a horvát Nina Badrić adta elő horvátul.
A dalt 2012. február 18-án egy speciális műsor kereteiben mutatták be a horvát közszolgálati televízión, mivel korábban az énekesnőt egy belső zsűri jelölte ki arra a feladatra, hogy képviselje hazáját az Eurovíziós Dalfesztiválon. Zenéjét és szövegét is maga az előadó szerezte.
Az Eurovíziós Dalfesztiválon a dalt először a május 24-én rendezett második elődöntőben adta elő, a fellépési sorrendben tizedikként, a szlovén Eva Boto Verjamem című dala után, és a svéd Loreen Euphoria című dala előtt. Az elődöntőben 41 ponttal a tizenkettedik helyen végzett, így nem jutott tovább a döntőbe.
A következő horvát induló a Klapa s Mora Mižerja című dala volt a 2013-as Eurovíziós Dalfesztiválon.